# Fermata d'autobus (film)
Fermata d'autobus (Bus Stop) è un film del 1956 diretto da Joshua Logan, tratto da due opere teatrali di William Inge.

## Trama

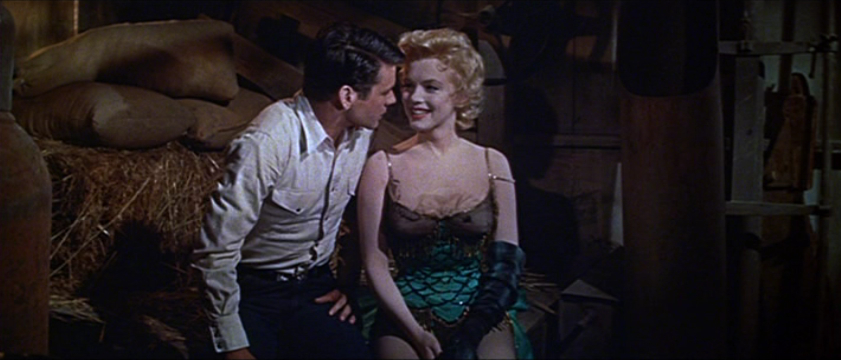
Marilyn Monroe e Don Murray in una scena

Bo, giovane e aitante cowboy del Montana, sogna di trovare una moglie che assomigli a un angelo e incontra Chérie, ballerina in uno squallido night club di Phoenix, che corrisponde ai suoi desideri. Dopo una sola conversazione con Chérie, Bo vuole che la ballerina lo assista mentre partecipa al rodeo locale e diventi sua moglie il giorno seguente. Inizia così una persecuzione, che provoca a Chérie costante imbarazzo e sofferenza.
La ragazza va a vedere il rodeo nonostante tutto e quella sera tenta di fuggire prendendo l'autobus, ma viene raggiunta da Bo che la cattura con un lazo e la porta sul suo autobus di ritorno per il Montana. Nel tragitto vengono bloccati in una sperduta stazione dei pullman a causa della neve. La mattina dopo smette di nevicare e tutti sono liberi di ripartire. Bo finalmente si scusa con Chérie per il suo comportamento e implora il suo perdono augurandole ogni bene, preparandosi ad andare via senza di lei. Chérie gli si avvicina, gli confessa di aver già avuto molti fidanzati e perciò non è il tipo di donna che lui crede che sia. Bo le confessa la sua mancanza di esperienza e che lei è la prima ragazza che ha incontrato. Nel salutarla con un bacio, Bo le dice che non gli importa del suo passato e questo gesto tocca il cuore di Chérie, finalmente innamorata dell'uomo e decisa a seguirlo ovunque. Nel clima gelido Bo offre a Chérie la sua giacca per ripararsi dal freddo e la aiuta galantemente a salire sull'autobus.

## Cast
Reduce dall'esperienza dell'Actors Studio, Marilyn Monroe si immedesimò nel personaggio: imparò a parlare con l'accento del Sud, scelse costumi poveri e calze strappate, un trucco di gesso e persino un modo di ballare e cantare volutamente goffo e da principiante, dando vita a una delle sue migliori interpretazioni.
Gli attori Arthur O'Connell e Hope Lange reciteranno nuovamente insieme cinque anni dopo in Angeli con la pistola (1961).

## Riconoscimenti
Nel 1956 il National Board of Review of Motion Pictures l'ha inserito nella lista dei migliori dieci film dell'anno.